# Leasa, Arad
Leasa este un sat în comuna Hălmagiu din județul Arad, Crișana, România.